# Travail, famille, patrie
Travail, famille, patrie (česky: „Práce, rodina, vlast“) bylo heslo vlády vichistické Francie během druhé světové války které nahradilo motto třetí francouzské republiky Liberté, égalité, fraternité, tj. „Volnost, rovnost, bratrství“. Heslo bylo též vyraženo na soudobých mincích. Vzhledem k bídným životním podmínkám panujícím za války bývalo parodováno podobně znějícím Trouvailles, famine, patrouilles, což znamená „výmysly, hladomor, patroly“.